# みんなのうた (映画)
『みんなのうた』（原題：A Mighty Wind）は、クリストファー・ゲスト監督の2003年アメリカ製作のコメディ映画。1960年代のアメリカに巻き起こったフォークミュージックブームを主題にしている。
クリストファー・ゲスト監督の作品の特徴は、フィクションにもかかわらず撮影形式がドキュメンタリー風なので、「モキュメンタリー（疑似ドキュメンタリーの意）（en:mockumentary）」などと呼ばれることもある。

## ストーリー
1960年代にフォークブームを作った仕掛け人のアーヴィング・スタインブルームが死去。彼の長男ジョナサンは、父親の追悼にと父親が育てた3つのグループを集めて追悼コンサートを開催しようと奮闘する。

## キャスト
※括弧内は日本語吹替
- ジョナサン・スタインブルーム - ボブ・バラバン（伊藤和晃）
- ミッチ・コーエン - ユージン・レヴィ（千田光男）
- ミッキー・クラブ - キャサリン・オハラ（宮寺智子）
- アラン・バロウズ - クリストファー・ゲスト（谷口節）
- ジェリー・パルター - マイケル・マッキーン（広瀬正志）
- マーク・シャブ - ハリー・シェアラー（有本欽隆）
- テリー・ボーナー - ジョン・マイケル・ヒギンズ（中村秀利）
- ローリー・ボーナー - ジェーン・リンチ
- シシー・ノックス - パーカー・ポージー
- ラーズ・オルフェン - エド・ベグリー・ジュニア（小室正幸）
- マイク・ラフォンティン - フレッド・ウィラード（斎藤志郎）
- エリオット・スタインブルーム - ドン・レイク（掛川裕彦）
- ナオミ・スタインブルーム - デボラ・ティーカー
- レナード・クラブ - ジム・ピドック（星野充昭）
- ローレンス・ターピン - マイケル・ヒッチコック
- ウォーリー・フェントン - ラリー・ミラー（長島雄一）
- アンバー・コール - ジェニファー・クーリッジ（麻上洋子）
- ジョージ・メンチェル - ポール・ドゥーリイ（島香裕）
- マーティン・バーグ - ポール・ベネディクト

## 豆知識
- クリストファー・ゲスト監督の作品の特徴は演技が全て即興だという。キャラクター設定やストーリーの流れなどは前もって決められているが、台詞と演技は全て俳優によるアドリブであり、俳優達の突発的な演技のおかげでライブ感、ドキュメンタリー感が高くなっている。
- 過去の作品に『Waiting For Guffman』（1996、日本未公開）と『ドッグ・ショウ!』（2000）がある。

## DVD
- 『みんなのうた 特別版』2003年12月17日発売。ワーナー・ホーム・ビデオ。